# 凯尔特之虎
塞爾提克之虎（英語：Celtic Tiger），指的是愛爾蘭在1995到2007年的經濟狀況，這是一個由外國直接投資推動的經濟快速增長時期。隨後因為泡沫經濟導致國家經濟狀況嚴重下滑。
根據西歐國家的標準，愛爾蘭在1990年代是屬於經濟發展相對落後的國家，有著高貧窮率、高失業率、高通貨膨脹率以及緩慢的經濟成長率。愛爾蘭的經濟在1995年到2000年之間以平均9.4%的速度擴張，且在接續的10年中以平均的5.9%的速度成長，直到2008年進入衰退。愛爾蘭快速的經濟成長被當成和亞洲四小龍相對應的西方國家。
愛爾蘭的經濟在2008年開始經歷劇烈的逆轉，遭到全球金融危機以及歐債危機的影響，GDP縮少了14%，且失業率在2011年上升到14%，經濟和金融危機持續到2014年。2015年經濟成長了6.7%，開始了經濟增長的時期。

## 得名
「塞爾提克之虎」在口語中被用來指稱為國家本身，同時也與當時繁榮的歲月作為聯想。這個詞首次使用於1994年由凱文·加德纳（Kevin Gardiner）撰寫的摩根史坦利報告中，用以將爱爾蘭比喻為經濟高速增長的東亞經濟體，如亞洲四小龍的香港、新加坡、韓國和台灣在1960年代初期至1990年代後期經濟的快速成長。
塞爾提克之虎也被稱為愛爾蘭的經濟奇蹟。在這段期間，愛爾蘭經歷了一段經濟成長期，使其從西歐的貧窮國家轉為最富有的其中之一。愛爾蘭經濟增長的原因是一個充滿爭議性的問題，但主要歸功於國家驅動的經濟發展。雇主，政府和工會之間的社會夥伴關係、增加婦女的勞動力、數十年的國內高等教育投資、國外直接的投資、降低公司稅收、和歐盟成員資格。
直到2007年中，由於全球金融危機的影響 ，塞爾提克之虎幾乎消失。

## 經濟狀況
1995年至2000年間，愛爾蘭的GDP成長率在7.8%至11.5%之間，從2001年到2007年減緩至4.4%至6.5%之間。在此期間，愛爾蘭的人均GDP快速上升，甚至超過西歐大部分國家。僅管GDP並不代表生活水平，且GNP仍然低於GDP，但2007年GDP仍達到和一些西歐國家相同的水準。

## 經濟增長的影響
愛爾蘭從西歐最貧窮的國家之一躍身成為最富有的國家之一。可支配所得創紀錄之高，使消費支出大幅度的增長。然而，最高收入與最低收入之差在這五年間擴大，直到2004左右。失業率從1980年代後期的18%在2007年底時下降至4.5%，且平均工業工資成為歐洲增長最高的其中之一。但在塞爾提克之虎時期即將結束時，通貨膨脹率以每年5%的速度增長，愛爾蘭的物價飆漲至與北歐相仿，然而工資率卻與英國大致相同而已。
經濟成長使愛爾蘭大量投資基礎建設，以及城市現代化。國家發展計畫改善了道路，以及新的運輸建設發展。地方當局改善了城市街道並創造了許多紀念碑。
愛爾蘭也成為了移民的目的地，改變了愛爾蘭的人口結構，擴展了多元文化主義。有些估計，2007年，有10%的愛爾蘭居民是在國外出生的。大多數的新移民來自波蘭和波羅的海，許多人也進入了在零售業和服務業的就業市場中。愛爾蘭人認為，在這經濟成長中，隨著美國資本主義的進入，日益增長的消費主義侵蝕了本國文化。雖然愛爾蘭和英國的經濟關係經常受到批評，但Peader Kirby則認為愛爾蘭與美國的關係得到了「令人滿意的沈默」。

## 經濟陷入低迷
塞爾提克之虎在經歷了七年的增長之後，隨著世界經濟的放緩，於2002年時，增長放緩。資訊業的投資大幅減少，對經濟造成不利的影響。此行業在1990年代後期過度擴張，導致股票市場急劇下降。
手足口病和911事件使美國和英國遊客大幅度減少，影響愛爾蘭的旅遊業和農業。由於工資成本、保費上漲，且經濟競爭力下降，愛爾蘭內的企業將業務轉移到東歐或中華人民共和國。歐元升值打擊非歐盟國家出口，特別是對美國和英國的出口。但此時愛爾蘭的經濟低落，並非衰退，而是經濟擴張速度放緩。2003年底，隨著美國投資增加，經濟狀況明顯有復甦的跡象。

## 塞爾提克之虎的結束
在經濟分析中，愛爾蘭經濟和社會研究所（ESRI）預測愛爾蘭經濟可能在2008年出現自1983年來的第一次負增長。ESRI表示該年商品和服務的產值可能會下降，而這將成為愛爾蘭對經濟衰退的定義。
2008年9月，愛爾蘭成為第一個正式進入衰退的歐元國家。房地產泡沫化和消費支出崩潰，終結了塞爾提克之虎帶來的繁榮，於2008年10月被宣告結束。

## 文化影響
塞爾提克之虎不僅在經濟方面產生了影響，也影響了愛爾蘭社會。ESRI在2007年的研究中發現，在經濟崩潰之前，人們對自私和物質主義的生活方式，以及社會上的不平等、社區生活的減少等等問題所產生的擔憂是沒有根據的，也就是說塞爾提克之虎對社會的影響是正面的。而經濟繁榮導致移出數量減少，移入數量增加，也對愛爾蘭的公共設施確實增加了負擔。